# Миров, Борис Борисович
Бори́с Бори́сович Ми́ров (11 июня 1929 года, Тарту — 14 декабря 1996 года, Таллин) — эстонский и советский архитектор. Член Союза архитекторов Эстонии. Заслуженный архитектор Эстонской ССР. Лауреат Государственной премии СССР.

## Биография
Борис Миров родился 11 июня 1929 года в Тарту. Его отец — фармацевт Борис Янович Миров (фамилия по деду Friede), был членом студенческой корпорации Fratenitas Liviensis, мать — Хильда-Эмилия Линдеберг (Hilda Emilie Lindeberg) — закончила Тартускую Пушкинскую гимназию.
В 1936—1944 годах Борис Миров учился в гимназии Хуго Треффнера. В конце Второй мировой войны семья переехала в Таллин. Учился: в 1944—1945 годах — в Таллинском вечернем техникуме, в 1945–1947 годах – в Таллинской 10-й средней школе, в 1947–1953 годах — в Таллинском политехническом институте на отделении архитектуры. В институте его учителями были профессора кафедры архитектуры Алар Котли, Пеэтер Тарвас и Август Вольберг.
В 1948 году, когда отец Бориса Мирова работал на центральном складе Главного аптечного управления, он был арестован по абсурдному обвинению (статья §58-1a) и сослан на 10 лет в Сибирь, в лагерь Тайшета; вернулся домой в 1956 году, был реабилитирован и восстановлен в прежней должности. В эти годы члены его семьи считались «врагами народа», и лишь в 1951 году его жена смогла устроиться на работу уборщицей в железнодорожной поликлинике. С 1961 года Б. Я. Миров работал на Таллинском фармацевтическом заводе, в 1964 году получил авторское свидетельство Комитета по делам изобретений и открытий при Совете Министров СССР на изобретение випросала (медицинского препарата на основе змеиного яда).
В 1953—1993 годах Борис Борисович Миров работал в Эстсельхозпроекте, в 1966—1989 годах — главным архитектором (там же).
В 1963—1992 годах — преподаватель (c 1983 года — доцент) в Государственном институте художеств Эстонской ССР. В 1992—1996 годах работал в архитектурном бюро MRK.
В 1971 году был награждён Государственной премией СССР (совместно с Вальве Пормейстер, Вольдемаром Херкелем, Вяйно Куузиком и Ильмаром Юриссоном) за планировку и застройку эстонских сельских посёлков Саку, Куртна и Винни.
Коллеги помнят Бориса Мирова как умного, одарённого и очень дружелюбного человека, который вместе с тем отличался прямотой, часто выражая своё мнение там, где не осмеливались другие.
Умер 14 декабря 1996 года в Таллине. Похоронен на таллинском кладбище Метсакальмисту.

## Избранные работы
- 1954 — силовое здание гидроэлектростанции на реке Валгейыги. Котка.
- 1959—1967 — главный корпус Ируского попечительского дома (вместе с Оттомаром Аласом (Ottomar Alas)). Таллин (Hooldekodu tee 2, Tallinn).
- 1964 — цветочный магазин Kannike (совместно с Тийтом Ханссеном (Tiit Hansen)). Таллин (Reimani 9, Tallinn).
- 1965—1970 — клуб (совместно с Майе Пеньям (Maie Penjam)). Винни.
- 1965—1975 — колхозный центр (вместе с Майе Пеньям). Либатсе.
- 1967 — жилой дом. Таллин (Hõimu 23, Tallinn).
- 1968 — рядный дом Unistus. Вийратси.
- 1968-1971 — здание сельсовета. Коэру (Paide tee 5, Koeru).
- 1971 — многоквартирный дом. Тарту (Veeriku 10, Veeriku 12, Tartu).
- 1972—1978 — дом культуры. Посёлок Азери.
- 1975 — многоквартирный дом. Хаапсалу (Suur-Liiva 5, Haapsalu).
- 1976—1978 — многоквартирный дом. Таллин (Tähe 40, Tallinn).
- 1980–1984 — рядный дом. Таллин (Jugapuu põik 18, Tallinn).
- 1982—1988 — контора-клуб совхоза «Пёйде». Волость Пёйде.
- 1983 — дом на две семьи. Тарту (Arhitekti 24, Arhitekti 26, Tartu).
- 1989 — здание рынка и рыночная площадь (осуществлено частично, снесено в 2004—2005 годах). Кейла.
- 1989 — здание рынка и рыночная площадь (осуществлено частично). Пылтсамаа.

### Программа защиты эстонской архитектуры 20-го столетия
По инициативе Министерства культуры Эстонии, Департамента охраны памятников старины, Эстонской академии художеств и Музея архитектуры Эстонии в период с 2008 по 2013 год в рамках «Программы защиты эстонской архитектуры 20-го столетия» была составлена база данных самых ценных архитектурных произведений Эстонии XX века. В ней содержится информация о зданиях и сооружениях, построенных в 1870—1991 годы, которые предложено рассматривать как часть архитектурного наследия Эстонии и исходя из этого или охранять на государственном уровне, или взять на учёт. В этой базе данных есть 8 объектов, спроектированных Борисом Мировым:
— многоквартирный дом, Хаапсалу (Suur-Liiva 5, Haapsalu), 1979 год (используется, состояние хорошее);

— рядный жилой дом, Пярну (Aisa 67, Pärnu), 1970-е годы (используется, состояние хорошее);

— рядный жилой дом в Вийратси, уезд Вильяндимаа, 1960 год (используется, состояние хорошее);

— многоквартирный дом, Таллин (Tähe 40, Tallinn), 1978 год (используется, состояние хорошее);

— высотный жилой дом, Нарва (Energia tn 2A, Narva) 1989 год (используется, состояние хорошее);

— контора-клуб совхоза в деревне Торнимяэ, уезд Сааремаа, 1988 год (используется, состояние хорошее);

— многоквартирный дом, Тарту (Veeriku 10, Tartu), 1974 год (используется, состояние хорошее);

— жилые дома в деревне Мынисте, волость Рыуге, совместно с Манивальдом Ноором, 1960-е годы (используются, состояние удовлетворительное).

### Жилой дом советских времён — в Музее под открытым небом
Весной 2019 года из деревни Ряби (недалеко от Отепя) в Эстонский музей под открытым небом в несколько заходов был перевезён жилой дом советских времен. Разборка четырёхквартирного дома из силикатного кирпича, его транспортировка на расстояние около 200 километров и сборка на новом месте – для Эстонии всё это стало неординарным событием. Дом был построен в 1963—1964 годах по типовому проекту № 61 авторства Бориса Мирова для скотоводов колхоза «Ярвесалу» Валгаского района. В 1958–1962 годах этот проект в эстонских деревнях был самым распространённым — по нему было построено 32 % жилья. За сборкой дома последует воссоздание и обустройство трёхкомнатной квартиры, а также создание тематической выставки в его подвальном этаже. Для посетителей экспонат откроется во второй половине 2020 года.
Двухэтажный дом с четырьмя-восемью квартирами с печным отоплением имеет стены из силикатного кирпича и низкую покатую  крышу. Если заказчик имел больше денежных средств, внешние стены были оштукатурены. Планировка квартир была сходна с планировкой в городских домах. В отличие от городских домов, ванная комната и туалет были разделены, так как из-за отсутствия канализации приходилось строить сухие туалеты. Также в квартире была кладовая, что учитывало образ жизни сельчан и большие запасы продовольствия.

## Звания и премии
- 1969 год — Заслуженный архитектор Эстонской ССР.
- 1971 год — Государственная премия СССР в составе авторского коллектива: Миров, Борис Борисович, Херкель, Вольдемар Аугустович, архитекторы; Куузик, Вяйно Эвальдович, инженер-строитель; Юриссон, Ильмар Юрьевич, директор Эстонского НИИ земледелия и мелиорации, — за планировку и застройку сельских посёлков: Вертелишки в БССР, Дайнава в Литовской ССР, Саку, Куртна, Винни в ЭССР[21].

## Фотографии
- Многоквартирный дом в Нымме, Таллин. Архитектор Борис Миров.
- Многоквартирные дома в Падизе. Архитектор Борис Миров
- Рядный жилой дом в Виймси. Архитектор Борис Миров
- Многоквартирный дом советских времён. Архитектор Борис Миров. Музей под открытым небом.

## Семья
Жена — фольклорист Рут Миров.

Брат — Ивар Миров (Ivar Mirov, 1935—1983).

Дочь — архитектор Криста Кару (род. 1950).

Дочь — Маре Миров (Mare Mirov, род. 1952).

Внуки: старший — Робин, младший — историк архитектуры Михкель Кару (Mihkel Karu).